# Robert Gabriel Gence
Robert Gabriel Gence (París, ? - Baiona, 1728) va ser un pintor francès. No se'n sap gaire cosa sobre aquest autor, que va treballar principalment a la vila de Baiona, i en especial al servei de la reina vídua Marianna del Palatinat-Neuburg (1667-1740), segona esposa del rei Carles II de Castella. L'artista va fer diversos retrats de l'antiga reina, un dels quals data de 1715, recentment adquirit pel Museu Basc i de la Història de Baiona. Un altre retrat de la princesa va mantenir al Palau de Versalles. Gence també va retratar als nobles de la seva regió un gust pròxim al de Hyacinthe Rigaud i Jean Ranc, amb els quals va compartir la seva clientela.

## Galeria

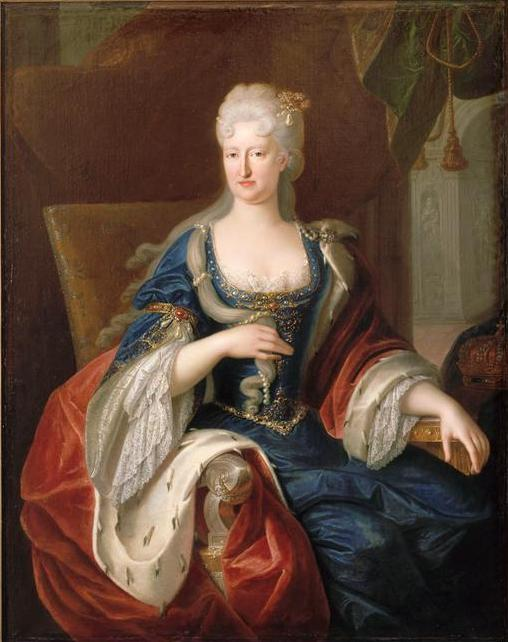
Marianna de Neuburg
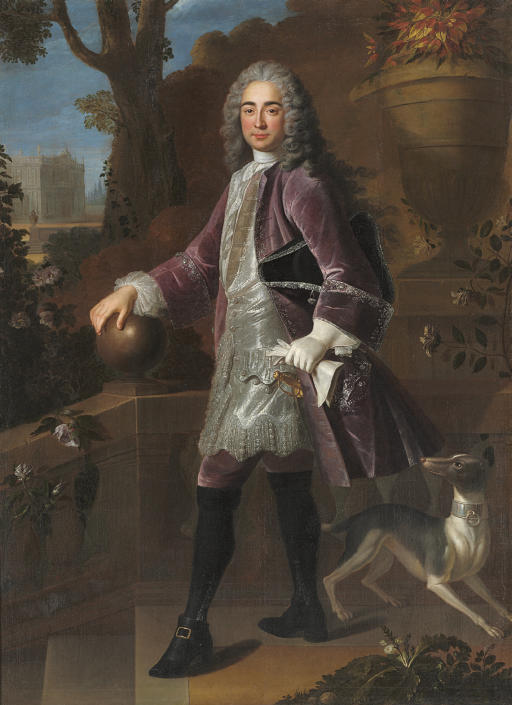
Jean-Joseph de Pons (ca. 1717)
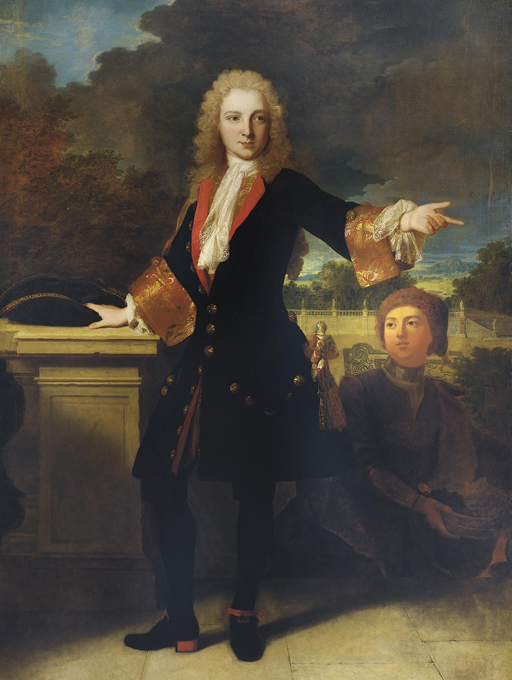
Retrat d'un jove amb perruca rossa